# 40. østlige længdekreds
Den 40. østlige længdekreds (eller 40 grader østlig længde) er en længdekreds, der ligger 40 grader øst for nulmeridianen. Den løber gennem Ishavet, Europa, Asien, Afrika, det Indiske Ocean, det Sydlige Ishav og Antarktis.